# 吉村啓
吉村 啓（よしむら けい、1982年（昭和57年）3月25日 - ）は、日本のファッションプロデューサー。東京都渋谷区出身。血液型B型。

## 来歴・人物
幼少時から、両親の仕事の関係で世界中を回り、ファッション・雑貨などのバイヤーとして手伝いセレクトを勉強する。
大学在学中には、ハワイの人気水着ブランド・ロコブティックのお台場ヴィーナスフォート、渋谷パルコPARTⅠ、PARTⅡのプロデュースを手伝い、その後、代官山でセレクトショップ “BlackBeans“を立ち上げる。
また、ファッションイベント『ビキニナイト』『シンデレラナイト』では、オーガナイザーとしてファッションショーをプロデュースし、1000人近くの集客を行い、芸能人なども集まる人気イベントとなる。
2013年、葉っぱをモチーフにしたジュエリーブランド”ORTO”を設立。

## 出演

### TV
- ニンゲン観察バラエティ モニタリング（TBS）
- カミングアウト（フジテレビ）
- 岸田健作の笑っていいじゃん（ニコニコ動画）
- エクササイズチャンネルTV（Stickam JAPAN!公式TV番組）

### ラジオ
- 「I LOVE BEAUTYⅡ」美魔女医 優子のビンビントーク（アール・エフ・ラジオ日本）

### 雑誌
- Gainer（光文社）
- TOKYO★1週間（講談社）
- Ray（主婦の友社）
- ViVi（講談社）
- CanCam（小学館）
- JJ（光文社）
- PINKY（集英社）
- BLENDA（角川春樹事務所）
- VoCE（講談社）
- ef（主婦の友社）
- With（講談社）
- 美人百花（角川春樹事務所）
- 男の香水ナビ2005（学研）
- iモード公式全サイト活用BOOK（徳間書店）
- GAKU＋（ベンチャーオンライン）
- FEALY（福昌堂）

### レギュラー番組
- こだわりTV[4]（YouTube）
- こだわりセンスアップ（アール・エフ・ラジオ日本）

### 著書
- こだわりのセンス（コレクションインターナショナル刊）

### 連載
- 吉村啓のこだわりセンスアップれしぴ（2013年11月～2014年7月）（東京スポーツ）